# Liste des US Routes en Oregon
Les US Routes en Oregon font partie du réseau des US Routes. Celles-ci sont entretenues par le Oregon Department of Transportation (ODOT). 

## Liste
| Numéro | Longueur (mi) | Longueur (km) | Terminus sud / ouest                                         | Terminus nord / est                                                  | Créée | Notes |
| ------ | ------------- | ------------- | ------------------------------------------------------------ | -------------------------------------------------------------------- | ----- | ----- |
| US 20  | 451,25        | 726,22        | US 101 à Newport                                             | US 20 / US 26 à la frontière de l'Idaho à Nyssa                      | 1940  |       |
| US 26  | 471,56        | 758,90        | US 101 près de Seaside                                       | US 20 / US 26 à la frontière de l'Idaho à Nyssa                      | 1952  |       |
| US 30  | 477,02        | 767,69        | US 101 à Astoria                                             | US 30 à la frontière de l'Idaho à Ontario                            | 1926  |       |
| US 95  | 121,30        | 195,21        | US 95 à la frontière du Nevada à McDermitt, NV               | US 95 à la frontière de l'Idaho près de Sheaville                    | 1939  |       |
| US 97  | 289,31        | 465,60        | US 97 à la frontière de la Californie près de Worden         | US 97 à la frontière de l'État de Washington à Biggs Junction        | 1926  |       |
| US 101 | 363,11        | 584,37        | US 101 à la frontière de la Californie près de Brookings     | US 101 à la frontière de l'État de Washington à Astoria              | 1926  |       |
| US 197 | 67,17         | 108,10        | US 97 à Shaniko Junction                                     | US 197 à la frontière de l'État de Washington près de Dallesport, WA | 1952  |       |
| US 199 | 43,57         | 70,12         | US 199 à la frontière de la Californie près de Cave Junction | I-5 / OR 99 à Grants Pass                                            | 1926  |       |
| US 395 | 325,36        | 523,62        | US 395 à la frontière de la Californie près de Lakeview      | I-82 / US 395 à la frontière de l'État de Washington à Umatilla      | 1934  |       |
| US 730 | 35,70         | 57,45         | I-84 / US 30 près de Boardman                                | US 730 à la frontière de l'État de Washington près d' Umatilla       | 1926  |       |
|        |               |               |                                                              |                                                                      |       |       |